# 鹿伏駅
鹿伏駅（ししぶせえき）は、香川県木田郡平井町大字鹿伏（現在の三木町大字鹿伏）にあった高松琴平電気鉄道長尾線の駅。平木駅と白山駅のほぼ中央、現在の学園通り駅の東側に鹿伏中央踏切付近を挟んで真向かい辺りに存在した。

## 歴史
正確な開業・廃止時期は不明。
- 1915年（大正4年）：高松電気軌道の駅として開業[注釈 1] 。
- 1943年（昭和18年） 
  - 休止[注釈 2] 。
  - 11月1日：会社合併により、高松琴平電気鉄道長尾線の駅となる。
- 1948年（昭和23年）11月頃：廃止。

## 駅構造
単式ホーム1面1線を有する駅であった。

## 隣の駅
高松琴平電気鉄道
長尾線
平木駅 - 妙徳寺駅 - （学園通り駅） - 鹿伏駅  - 白山駅